# 다누마 오키아키
다누마 오키아키(일본어: 田沼意明, 1773년 ~ 1796년 10월 22일)는 사가라번의 2대 번주이자, 무쓰 시모무라번의 초대 번주이다. 관위는 종5위하, 시모쓰케노카미(下野守)이다.
다누마 오키쓰구의 손자이며, 사가라번의 세자이자 와카도시요리로 근무하던 다누마 오키토모의 맏아들이다. 아버지 오키토모가 1784년에 암살당하자 세자 자리를 이었고, 1787년에 가문을 계승하였다. 할아버지 오키쓰구가 마쓰다이라 사다노부에 의해 숙청당하고 실각하면서, 사가라번에서 시모무라 1만석 영지로 삭감 전봉되었다. 쇼군을 배알하지도, 관위와 관직을 수여받지도, 영지로 내려가지도 못하고 에도에 머무르도록 명령받았고, 1793년에 사다노부가 실각하고나서 비로소 번으로 부임하였다. 1796년, 오사카 경비 담당에 임명되었으나 그해 24세의 나이로 생을 마감했다. 동생인 다누마 오키카즈가 양자가 되어 그 뒤를 이었다.
| 전임 다누마 오키쓰구 | 제2대 사가라번 번주 (다누마 가문) 1787년 | 후임 막부령(다누마 오키마사) |

|  | 제1대 무쓰 시모무라번 번주 (다누마 가문) 1787년 ~ 1796년 | 후임 다누마 오키카즈 |